# Полиньяк (Приморская Шаранта)
Полинья́к (фр. Polignac) — коммуна во Франции, находится в регионе Пуату — Шаранта. Департамент коммуны — Приморская Шаранта. Входит в состав кантона Монльё-ла-Гард. Округ коммуны — Жонзак.
Код INSEE коммуны — 17281.

## Население
Население коммуны на 2010 год составляло 146 человек.
| 1962 | 1968 | 1975 | 1982 | 1990 | 1999 | 2010 |
| ---- | ---- | ---- | ---- | ---- | ---- | ---- |
| 195  | 192  | 175  | 125  | 119  | 108  | 146  |